# Eric Porter

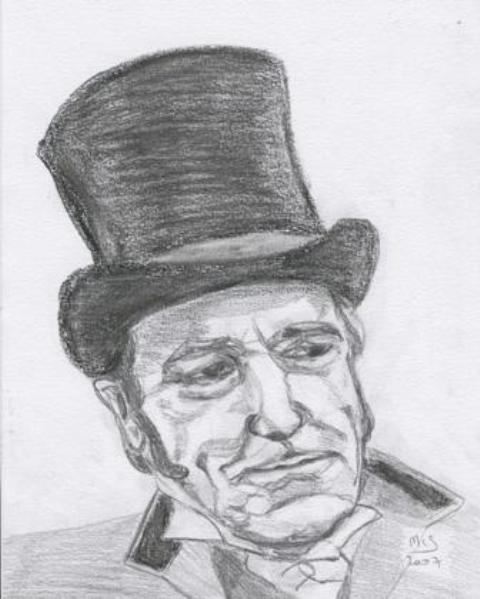
Zeichnung von Eric Porter als Rechtsanwalt Mr. Havisham im Film „Der kleine Lord“ (1980)

Eric Richard Porter (* 8. April 1928 in London, England; † 15. Mai 1995 ebenda) war ein britischer Schauspieler.

## Leben

### Bühne
Der aus einer Arbeiterfamilie stammende Porter begann seine Bühnenkarriere im Alter von 16 Jahren, ohne zuvor eine Schauspielausbildung absolviert zu haben: Nach einem Auftritt im Wimbledon Youth Club hatte er sich 1945 bei Robert Atkins im Shakespeare Memorial Theatre beworben und war für ein Jahr bei der Stratford Company unter Vertrag genommen worden.
In der Folgezeit arbeitete er bei verschiedenen Theatergruppen unter angesehenen Bühnenschaffenden wie Sir Lewis Casson und Sir Donald Wolfit. Mit Letzterem, dessen Interpretation der Werke William Shakespeares und vor allem des König Lear ihn nachhaltig beeinflusste, ging er sogar auf Bühnentournee durch Großbritannien und Kanada. Von 1948 bis 1950 fand der junge Darsteller eine Anstellung am Birmingham Repertory Theatre. In den Folgejahren spielte er an unterschiedlichen Bühnen in London neben großen Stars der englischen Theaterwelt wie Sir Alec Guinness und Sir John Gielgud. Er machte sich einen Namen als Bühnendarsteller am Old Vic in London sowie am Old Vic in Bristol, wo er bereits im Alter von nur 28 Jahren den „Lear“ spielte. Dennoch blieb sein Name beim Publikum weitgehend unbekannt.

### Royal Shakespeare Company
Den schauspielerischen Durchbruch erreichte Eric Porter erst 1959, als er neben Dame Peggy Ashcroft den „Rosmer“ in einer Inszenierung von Rosmersholm am Royal Court Theatre gab, die auch im Londoner West End aufgeführt wurde. Porter wurde für seine darstellerische Leistung mit dem Evening Standard Award ausgezeichnet und von dem dadurch auf ihn aufmerksam gewordenen Sir Peter Hall für die Royal Shakespeare Company unter Vertrag genommen. In dem neu zusammengestellten Ensemble mit Dame Peggy Ashcroft, Christopher Plummer, Sir Donald Sinden, David Warner und Sir Ian Holm spielte Porter den „Odysseus“ in Troilus und Cressida, den „Leontes“ in Ein Wintermärchen, den „Shylock“ im Kaufmann von Venedig, den „Malvolio“ in Was ihr wollt, die Titelrollen in Heinrich IV. und Macbeth, aber auch in Dramen anderer Autoren wie die Titelrolle in Jean Anouilhs Becket.

### Fernsehen
Einem breiten Publikum wurde Porter allerdings nicht durch seine Bühnenleistung bekannt, sondern erst durch die Rollen, die ihm das Fernsehen bot. In 26 Episoden einer Fernsehadaption der Forsyte-Saga verkörperte er den Patriarchen „Soames“ von dessen Jugend bis zum Greisenalter. Die Rolle machte ihn landesweit bekannt und führte zu zahlreichen Auftritten in Fernsehadaptionen von Bühnenstücken von Christopher Marlowe, George Bernard Shaw und Shakespeare, wobei er einmal mehr den „Lear“ interpretierte. 
Danach zog sich Porter, der den großen Ruhm scheute, zunächst ins Privatleben zurück. Erst in den 1980er Jahren übernahm er wieder vermehrt Rollen bei Bühne, Film und Fernsehen. 
Zu seinen letzten Fernsehrollen zählen der „Professor Moriarty“ in der Sherlock-Holmes-Adaption Das letzte Problem mit Jeremy Brett in der Rolle des Meisterdetektivs und David Burke als Dr. Watson, sowie der „Fagin“ in einer Verfilmung von Charles Dickens’ Oliver Twist.

### Film
In Filmproduktionen war Porter, dessen künstlerischer Schwerpunkt zeitlebens die Bühne blieb, ein seltener Gast, der in diesem Medium fast ausschließlich in Nebenrollen zu sehen war. Er spielte in dem Monumentalfilm Der Untergang des Römischen Reiches, im Hitchcock-Remake Die 39 Stufen, im Thriller Der Schakal nach Frederick Forsyth, dem Drama Ein Mann namens Hennessy und der Literaturverfilmung Der kleine Lord nach Frances Hodgson Burnett.

### Die letzten Jahre
1988 konnte Porter mit einer Darstellung des „Big Daddy“ in Tennessee Williams’ Die Katze auf dem heißen Blechdach nahtlos an seine alte Bühnenkarriere anschließen. In seinen letzten Lebensjahren spielte er unter anderem wieder den „König Lear“ in einer Inszenierung von Jonathan Miller am Londoner Old Vic, 1991 erneut Shakespeares „Malvolio“ in einer letzten Zusammenarbeit mit Sir Peter Hall am Playhouse Theatre und ein Jahr später den „Professor“ in Onkel Wanja am National Theatre unter der Regie von Sean Mathias.
Eric Porter erlag am 15. Mai 1995 im Alter von 67 Jahren einem Krebsleiden.

## Filmografie (Auswahl)
- 1959: Julius Caesar
- 1964: Schlafzimmerstreit (The Pumpkin Eater)
- 1964: Der Untergang des Römischen Reiches (The Fall of the Roman Empire)
- 1965: Kennwort „Schweres Wasser“ (The Heroes of Telemark)
- 1966: Die Forsyte Saga (The Forsyte Saga) (Fernsehserie)
- 1968: Bestien lauern vor Caracas (The Lost Continent)
- 1971: Hände voller Blut (Hands of the Ripper)
- 1971: Nikolaus und Alexandra (Nicholas and Alexandra)
- 1972: Antonius und Cleopatra (Antony and Cleopatra)
- 1973: Hitler – Die letzten zehn Tage (Hitler: The Last Ten Days)
- 1973: Der Schakal (The Day of the Jackal)
- 1973: Der Fuchs von Belstone (The Belstone Fox)
- 1974: Den Aasgeiern eiskalt serviert (Callan)
- 1975: Ein Mann namens Hennessy (Hennessy)
- 1977: The Shetland Experience (Dokumentar-Kurzfilm) (Stimme)
- 1977: Anna Karenina (Fernseh-Miniserie)
- 1978: Die 39 Stufen (The Thirty Nine Steps)
- 1979: Churchill and the Generals
- 1980: Warum haben Sie nicht Evans gefragt? (Why Didn’t They Ask Evans?) (Fernsehfilm)
- 1980: Hamlet (Hamlet, Prince of Denmark)
- 1980: Der kleine Lord (Little Lord Fauntleroy) (Fernsehfilm)
- 1981: Winston Churchill: The Wilderness Years
- 1984: Juwel der Krone (The Jewel in the Crown)
- 1985: Sherlock Holmes (The Adventures of Sherlock Holmes) (Fernsehserie, Episode Sein letzter Fall)
- 1985: Oliver Twist

## Biografie
- Eric Porter – The Life of An Acting Giant (1928–1978) buch 1 und Eric Porter – The Life of An Acting Giant – The Mature Year (1979–1995) buch 2 by Helen Monk.